# Frente Amplio Formoseño
El Frente Amplio Formoseño es una confederación de partidos políticos de Argentina, presente en la provincia de Formosa, que fue establecida el 23 de septiembre de 2011 con el objetivo de aglutinar la oposición política al gobierno de Gildo Insfrán, del Partido Justicialista (PJ).
La alianza está encabezada por la Unión Cívica Radical, el Movimiento de Integración y Desarrollo, el Partido Socialista, la Propuesta Republicana, la Coalición Cívica ARI, y otros partidos provinciales menores, así como el peronismo disidente de Insfrán. Ocasionalmente, sectores que apoyan al kirchnerismo a nivel nacional también han adherido al frente, destacando la figura del sacerdote católico Francisco Nazar, quien fue su primer candidato a gobernador.
El Frente Amplio disputó las elecciones provinciales de 2011, 2015 y 2019, ampliando ligeramente su porcentaje con respecto a la elección anterior en todas las ocasiones, pero quedando de todas formas muy por detrás del oficialismo.
En las elecciones legislativas de 2021, el Frente Amplio disputó con el nombre Juntos por Formosa Libre.

## Resultados electorales

### Gobernador y Vicegobernador
|  | 24.19 % |

|  | 25.97 % |

|  | 28.90 % |

|  | 20.20 % |

### Legisladores provinciales
|  | 23.23 % |

|  | 33.72 % |

|  | 26.12 % |

|  | 35.44 % |

|  | 27.21 % |

|  | 40.16 % |